# Поліція Маямі: Відділ моралі
«Поліція Маямі: Відділ моралі» (англ. Miami Vice) — кіноверсія 2006 року культового американського телесеріалу 80-х «Поліція Маямі».

## В ролях
- Колін Фаррел — детектив Джонні «Сонні» Крокетт
- Джеймі Фокс — детектив Рікардо «Ріко» Таббс
- Гонг Лі — Ізабелла